# Thalheim (Bissingen)
Thalheim ist ein Gemeindeteil des Marktes Bissingen im schwäbischen Landkreis Dillingen an der Donau. Der Ort wurde am 1. Januar 1972 nach Bissingen eingemeindet. Er liegt fünf Kilometer nordwestlich von Bissingen in einem Seitental der Kessel. Die höchste Punkt ist 492 m ü. NHN.

## Geschichte
Thalheim wurde vermutlich als Ausbausiedlung von Unterringingen angelegt. Der Ortsname wurde im Jahr 1411 erstmals überliefert. Thalheim gehörte zur Herrschaft Hohenburg, dessen Geschichte es weiterhin teilt.

## Religion
Der Ort gehörte ursprünglich zur Pfarrei Unterringingen, kam aber im Zuge der Gegenreformation 1568 zur Pfarrei Fronhofen in der Herrschaft Hohenburg-Bissingen.   

## Bevölkerungsentwicklung
| Jahr | Einwohner |
| ---- | --------- |
| 1840 | 136       |
| 1939 | 112       |
| 1950 | 166       |
| 1961 | 110       |
| 1970 | 101       |
| 1990 | 105       |
| 2000 | 085       |
| 2020 | 099       |

## Wüstungen
Bei Thalheim ist der Ort Elperzhofen, der 1559 als Flurname überliefert ist, wüst geworden. Ein weiterer Ort, Hofstetten, wird 1411 überliefert und war schon zu dieser Zeit abgegangen.